# Am Fuchsberg 5

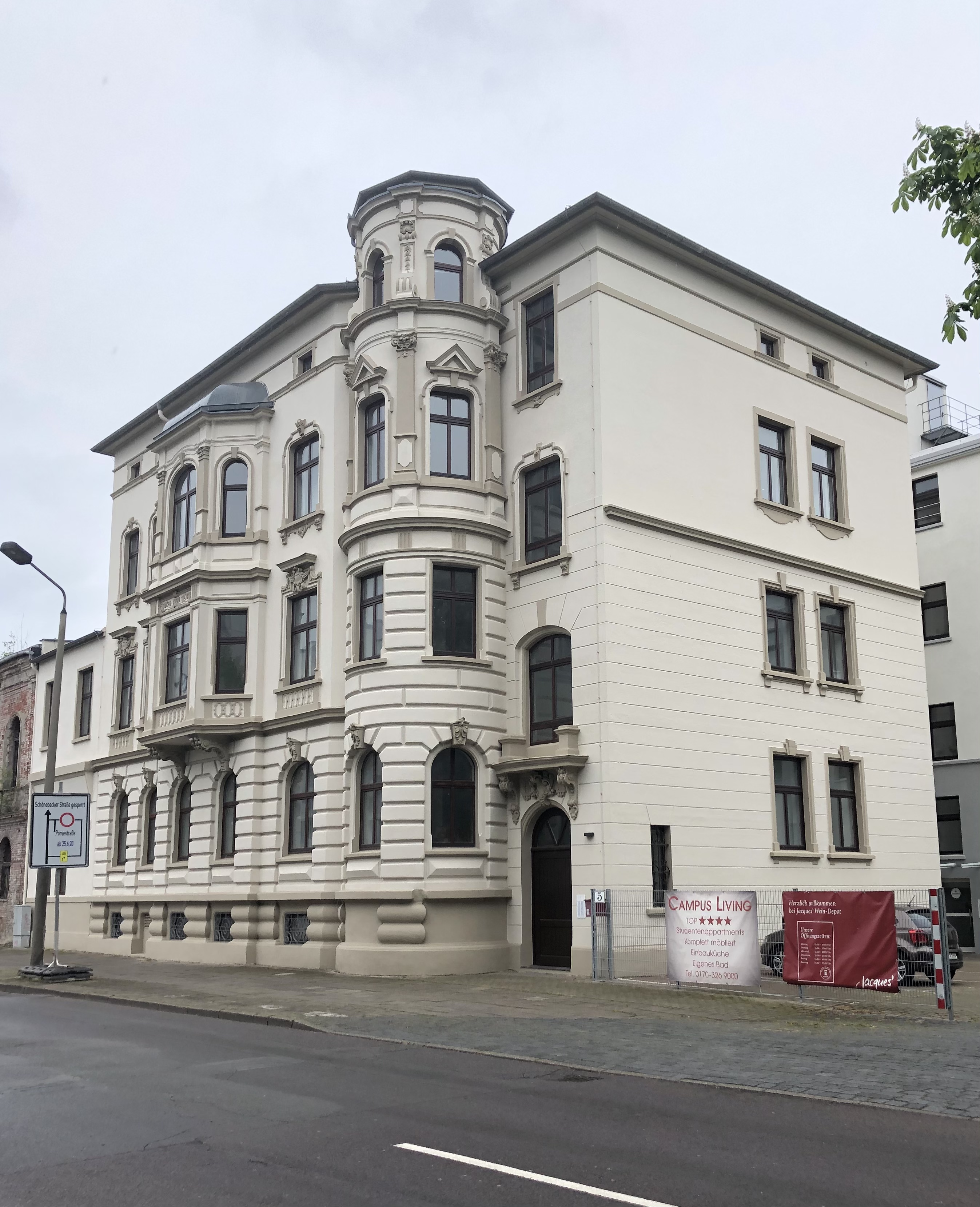
Haus Am Fuchsberg 5 im Jahr 2021

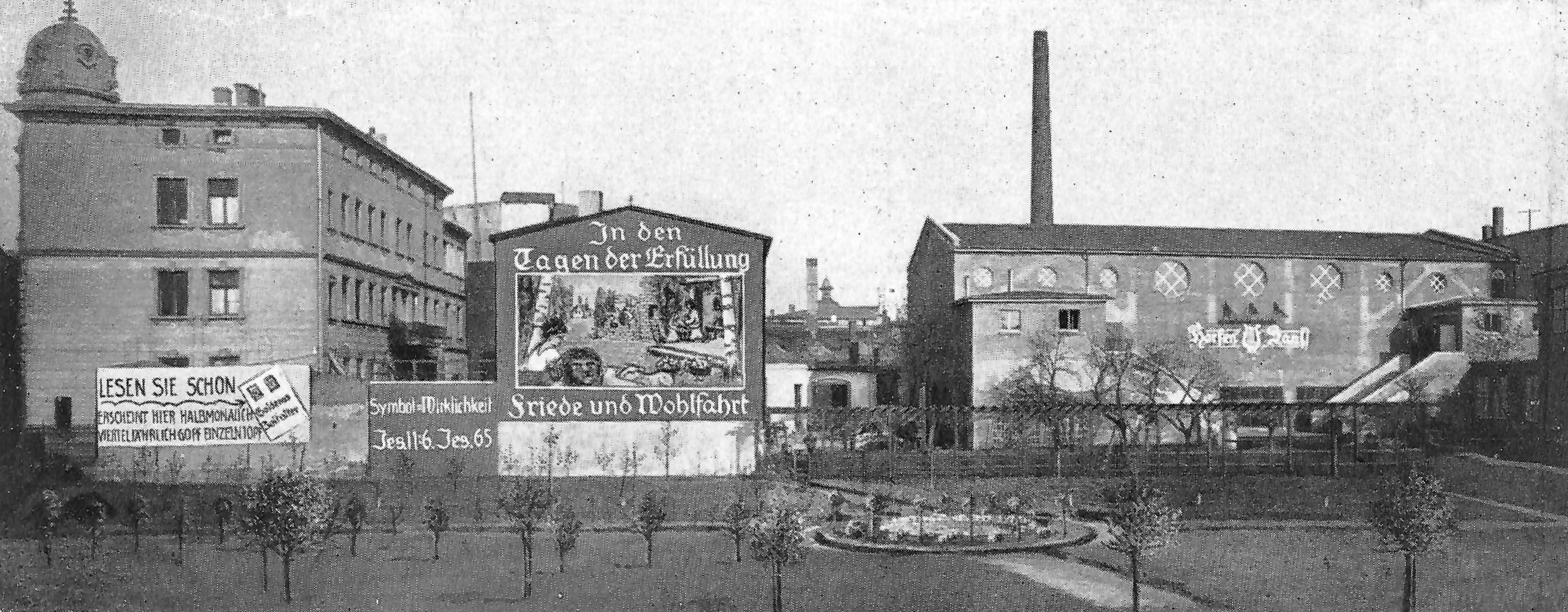
Aufnahme aus den 1920er Jahren, Haus Am Fuchsberg 5 (ganz links), von Westen gesehen, erkennbar der noch vorhandene Turmhelm, Gelände damals durch die Zeugen Jehovas genutzt

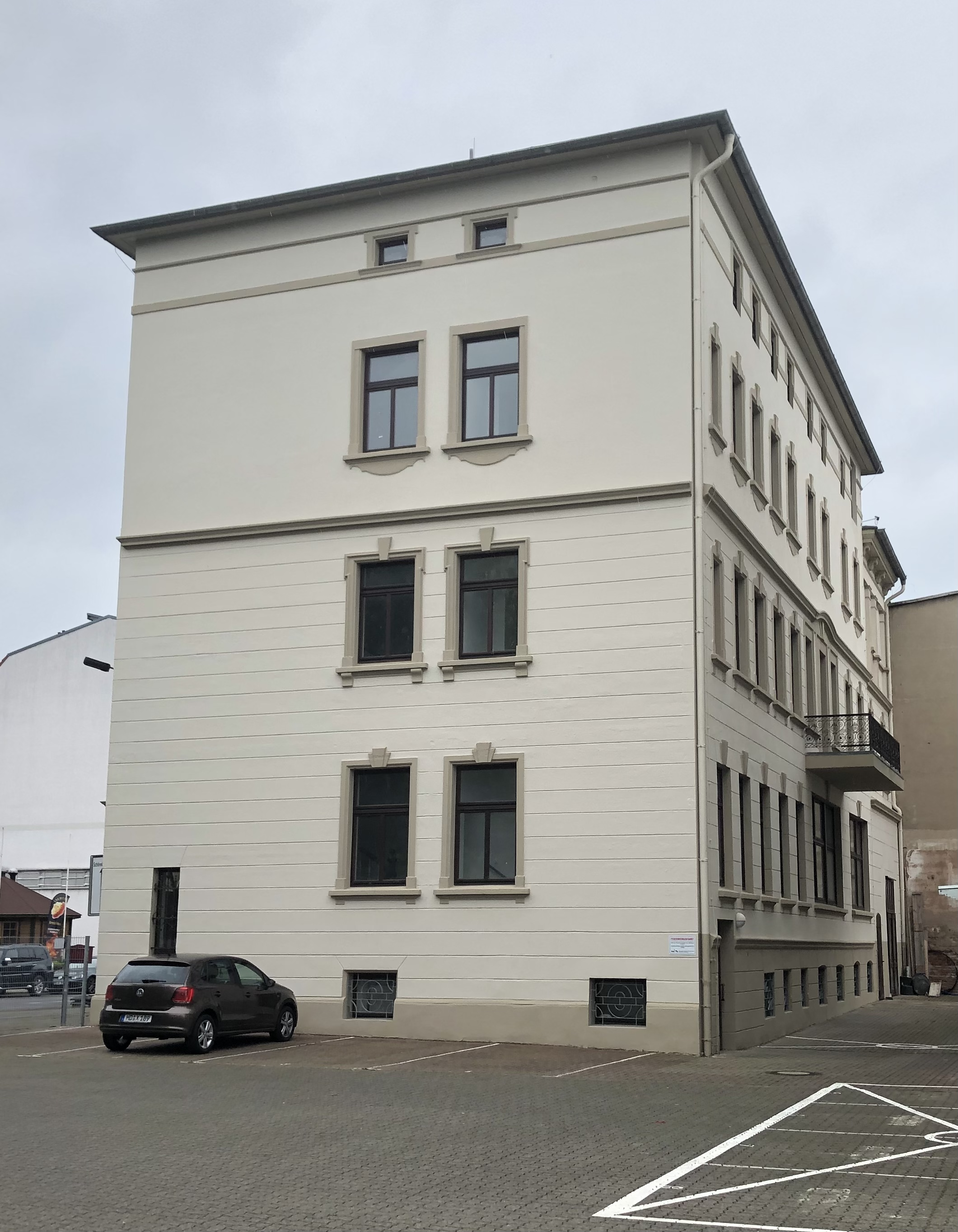
Blick von Westen

Das Gebäude Am Fuchsberg 5 ist ein denkmalgeschütztes Wohnhaus im Magdeburger Stadtteil Leipziger Straße in Sachsen-Anhalt.

## Lage
Es befindet sich auf der Südseite der Straße Am Fuchsberg. Östlich grenzt der gleichfalls denkmalgeschützte Kristallpalast an.

## Architektur und Geschichte
Das dreieinhalbgeschossige verputzte Haus wurde im Stil des Neobarocks errichtet. Der repräsentative Bau verfügt über ein Hochparterre, dessen Fassade mit einer Putzquaderung versehen ist. Straßenseitig befindet sich vor dem ersten und zweiten Obergeschoss ein breiter polygonaler Erker. Rechts hiervon befindet sich ein runder Eckturm, der ursprünglich mit einem Turmhelm versehen war, der jedoch nicht erhalten ist. Die Fensteröffnungen der oberen Geschossen sind mit verzierten Rahmungen gefasst. Auf der Rückseite ist vor dem ersten Obergeschoss ein sich über drei Achsen erstreckender Balkon vorgesetzt.
Im örtlichen Denkmalverzeichnis ist das Gebäude als Wohnhaus unter der Erfassungsnummer 094 82655 als Baudenkmal verzeichnet.
Der Bau gilt, insbesondere als Ensemble im Zusammenhang mit dem benachbarten Kristallpalast, als städtebaulich bedeutend.